# Quinzième district congressionnel de l'Ohio
Le 15e district congressionnel de l'Ohio est actuellement représenté par le Républicain Mike Carey. Il était représenté par le Républicain Steve Stivers de 2011 au 16 mai 2021, date à laquelle il a démissionné pour devenir président-directeur général de la Chambre de Commerce de l'Ohio. Le district comprend tout le comté de Franklin qui ne fait pas partie du 3e district, y compris Grove City, Hilliard et Dublin. Il s'étend ensuite pour s'emparer des territoires suburbains et périurbains entre la capitale de l'État, Columbus, et Dayton, ainsi que des territoires plus ruraux au sud de Columbus.

## Historique de vote
| Année | Poste     | Résultats              |
| ----- | --------- | ---------------------- |
| 2000  | Président | Bush 52,0 % – 44,0 %   |
| 2004  | Président | Bush 50,0 % – 50,0 %   |
| 2008  | Président | Obama 45,0 % – 54,0 %  |
| 2012  | Président | Romney 52,0 % – 46,0 % |
| 2016  | Président | Trump 55,0 % – 40,0 %  |
| 2020  | Président | Trump 56,0 % - 42,0 %  |

## Liste des représentants du district
| Membre                          | Parti                 | Années                             | Congrès        | Histoire électorale |
| ------------------------------- | --------------------- | ---------------------------------- | -------------- | --- |
| District établit le 4 mars 1833 |                       |                                    |                | |
| Jonathan Sloane (en)            | Anti-maçonnique       | 4 mars 1833 - 3 mars 1837          | 23e , 24e      | Élu en 1832. Réélu en 1834. Retrait. |
| John Williams Allen (en)        | Whig                  | 4 mars 1837 - 3 mars 1841          | 25e , 26e      | Élu en 1836. Réélu en 1838. Retrait. |
| Sherlock J. Andrews (en)        | Whig                  | 4 mars 1841 - 3 mars 1843          | 27e            | Élu en 1840. Retrait. |
| Joseph Morris (en)              | Démocrate             | 4 mars 1843 - 3 mars 1847          | 28e , 29e      | Élu en 1843. Réélu en 1844. Retrait. |
| William Kennon Jr. (en)         | Démocrate             | 4 mars 1847 - 3 mars 1849          | 30e            | Élu en 1846. Perd sa réélection. |
| William F. Hunter (en)          | Whig                  | 4 mars 1849 - 3 mars 1853          | 31e , 32e      | Élu en 1848. Réélu en 1850. Retrait. |
| William R. Sapp (en)            | Whig                  | 4 mars 1853 - 3 mars 1855          | 33e , 34e      | Élu en 1852. Réélu en 1854. Perd sa réélection. |
| William R. Sapp (en)            | Opposition Party (en) | 4 mars 1855 - 3 mars 1857          | 33e , 34e      | Élu en 1852. Réélu en 1854. Perd sa réélection. |
| Joseph Burns (en)               | Démocrate             | 4 mars 1857 - 3 mars 1859          | 35e            | Élu en 1856. Perd sa réélection. |
| William Helmick (en)            | Républicain           | 4 mars 1859 - 3 mars 1861          | 36e            | Élu en 1858. Perd sa réélection. |
| Robert H. Nugen (en)            | Démocrate             | 4 mars 1861 - 3 mars 1863          | 37e            | Élu en 1860. Retrait. |
| James R. Morris (en)            | Démocrate             | 4 mars 1863 - 3 mars 1865          | 38e            | Redécoupage depuis le 17e district et réélu en 1862. Perd sa réélection. |
| Tobias A. Plants (en)           | Républicain           | 4 mars 1865 - 3 mars 1869          | 39e , 40e      | Élu en 1864. Réélu en 1866. Retrait. |
| Eliakim H. Moore (en)           | Républicain           | 4 mars 1869 - 3 mars 1871          | 41e            | Élu en 1868. Retrait. |
| William P. Sprague (en)         | Républicain           | 4 mars 1871 - 3 mars 1875          | 42e , 43e      | Élu en 1870. Réélu en 1872. Retrait. |
| Nelson H. Van Vorhes (en)       | Républicain           | 4 mars 1875 - 3 mars 1879          | 44e , 45e      | Élu en 1874. Réélu en 1876. Retrait. |
| George W. Geddes (en)           | Démocrate             | 4 mars 1879 - 3 mars 1881          | 46e            | Élu en 1878. Redécoupage vers le 14e district. |
| Rufus Dawes (en)                | Républicain           | 4 mars 1881 - 3 mars 1883          | 47e            | Élu en 1880. Perd sa réélection. |
| Adoniram J. Warner              | Démocrate             | 4 mars 1883 - 3 mars 1885          | 48e            | Élu en 1882. Redécoupage vers le 17e district. |
| Beriah Wilkins (en)             | Démocrate             | 4 mars 1885 - 3 mars 1887          | 49e            | Redécoupage depuis le 16e district et réélu en 1884. Redécoupage vers le 16e district. |
| Charles H. Grosvenor (en)       | Républicain           | 4 mars 1887 - 3 mars 1891          | 50e , 51e      | Redécoupage depuis le 14e district et réélu en 1886. Réélu en 1888. Retrait. |
| Michael D. Harter (en)          | Démocrate             | 4 mars 1891 - 3 mars 1893          | 52e            | Élu en 1890. Redécoupage vers le 14e district. |
| H. Clay Van Voorhis (en)        | Républicain           | 4 mars 1893 - 3 mars 1905          | 53e - 58e      | Élu en 1892. Réélu en 1894. Réélu en 1896. Réélu en 1898. Réélu en 1900. Réélu en 1902. Retrait. |
| Beman G. Dawes (en)             | Républicain           | 4 mars 1905 - 3 mars 1909          | 59e , 60e      | Élu en 1904. Réélu en 1906. Retrait. |
| James Joyce (en)                | Républicain           | 4 mars 1909 - 3 mars 1911          | 61e            | Élu en 1908. Perd sa réélection. |
| George White (en)               | Démocrate             | 4 mars 1911 - 3 mars 1915          | 62e , 63e      | Élu en 1910. Réélu en 1912. Perd sa réélection. |
| William C. Mooney (en)          | Républicain           | 4 mars 1915 - 3 mars 1917          | 64e            | Élu en 1914. Perd sa réélection. |
| George White (en)               | Démocrate             | 4 mars 1917 - 3 mars 1919          | 65e            | Élu en 1916. Perd sa réélection. |
| C. Ellis Moore (en)             | Républicain           | 4 mars 1919 - 3 mars 1933          | 66e - 72e      | Élu en 1918. Réélu en 1920. Réélu en 1922. Réélu en 1924. Réélu en 1926. Réélu en 1928. Réélu en 1930. Perd sa réélection.                                                                                |
| Robert T. Secrest (en)          | Démocrate             | 4 août 1933 - 3 août 1942          | 73e - 77e      | Élu en 1932. Réélu en 1934. Réélu en 1936. Réélu en 1938. Réélu en 1940. Démissionne pour entre dans la US Navy.                                                                                          |
| Vacant                          | Vacant                | 3 août 1942 - 3 janvier 1943       | 77e            | |
| Percy W. Griffiths (en)         | Républicain           | 3 janvier 1943 - 3 janvier 1949    | 78e - 80e      | Élu en 1942. Réélu en 1944. Réélu en 1946. Perd sa réélection. |
| Robert T. Secrest (en)          | Démocrate             | 3 janvier 1949 - 26 septembre 1954 | 81e - 83e      | Élu en 1948. Réélu en 1950. Réélu en 1952. Démissionne pour devenir membre de la FTC. |
| Vacant                          | Vacant                | 26 septembre 1954 - 3 janvier 1955 | 83e            | |
| John E. Henderson (en)          | Républicain           | 3 janvier 1955 - 3 janvier 1961    | 84e - 86e      | Élu en 1954. Réélu en 1956. Réélu en 1958. Retrait. |
| Tom V. Moorehead (en)           | Républicain           | 3 janvier 1961 - 3 janvier 1963    | 87e            | Élu en 1960. Perd sa réélection. |
| Robert R. Secrest (en)          | Démocrate             | 3 janvier 1963 - 30 décembre 1966  | 88e , 89e      | Élu en 1962. Réélu en 1964. Démissionne. |
| Vacant                          | Vacant                | 30 décembre 1966 - 3 janvier 1967  | 89e            | |
| Chalmers P. Wylie (en)          | Républicain           | 3 janvier 1967 - 3 janvier 1993    | 90e - 12e      | Élu en 1966. Réélu en 1968. Réélu en 1970. Réélu en 1972. Réélu en 1974. Réélu en 1976. Réélu en 1978. Réélu en 1980. Réélu en 1982. Réélu en 1984. Réélu en 1986. Réélu en 1988. Réélu en 1990. Retrait. |
| Deborah Pryce (en)              | Républicain           | 3 janvier 1993 - 3 janvier 2009    | 103e - 110e    | Élue en 1992. Réélue en 1994. Réélue en 1996. Réélue en 1998. Réélue en 2000. Réélue en 2002. Réélue en 2004. Réélue en 2006. Retrait.                                                                    |
| Mary Jo Kilroy (en)             | Démocrate             | 3 janvier 2009 - 3 janvier 2011    | 111e           | Élue en 2008. Perd sa réélection. |
| Steve Stivers                   | Républicain           | 3 janvier 2011 - 16 mai 2021       | 112e - 117e    | Élu en 2010. Réélu en 2012. Réélu en 2014. Réélu en 2016. Réélu en 2018. Réélu en 2020. Démissionne pour devenir le PDG de la Chambre de Commerce de l'Ohio                                               |
| Vacant                          | Vacant                | 16 mai 2021 - 4 novembre 2021      | 117e           | |
| Mike Carey                      | Républicain           | 4 novembre 2021 - Présent          | 117e - Présent | Élu pour terminer le mandat de Stiver. Réélu en 2022. Réélu en 2024. |

## Résultats des récentes élections
Voici les résultats des dix précédents cycles électoraux dans le district.

## Frontières historiques du district

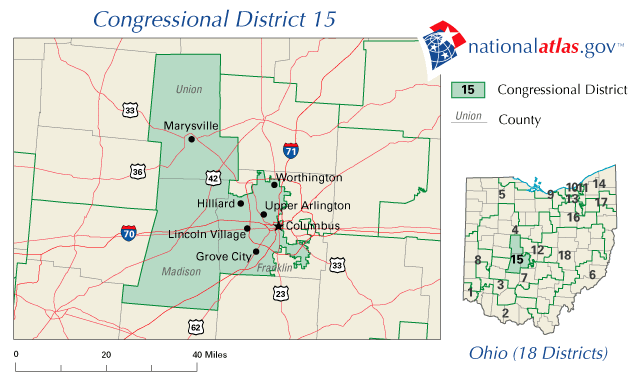
2003 - 2013

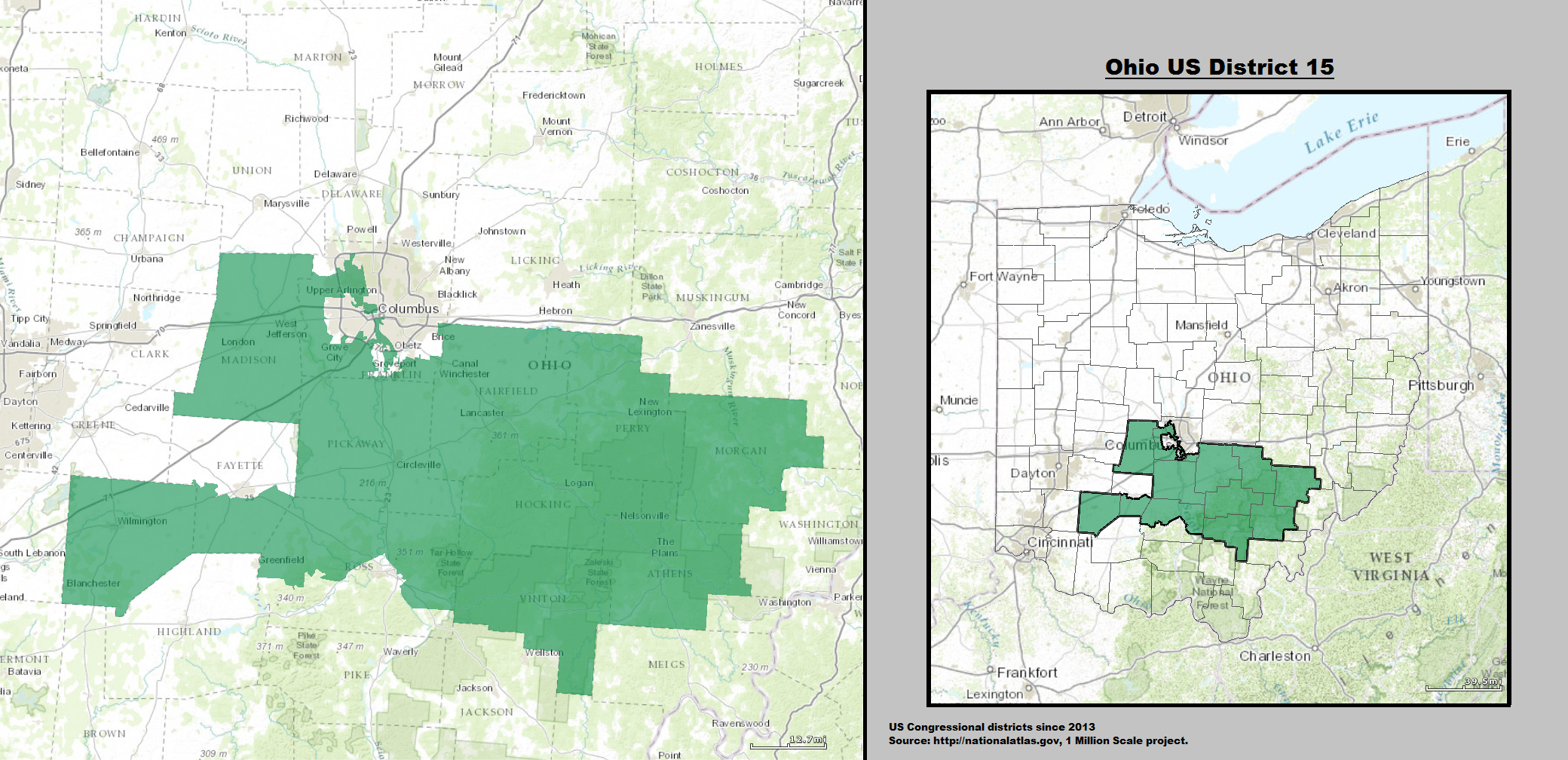
2013 - 2023

### 2004
| Élection de 2004 du 14e district congressionnel de l'Ohio | Élection de 2004 du 14e district congressionnel de l'Ohio | Élection de 2004 du 14e district congressionnel de l'Ohio | Élection de 2004 du 14e district congressionnel de l'Ohio | Élection de 2004 du 14e district congressionnel de l'Ohio |
| --------------------------------------------------------- | --------------------------------------------------------- | --------------------------------------------------------- | --------------------------------------------------------- | --------------------------------------------------------- |
| Parti                                                     | Parti                                                     | Candidat                                                  | Votes                                                     | %                                                         |
|                                                           | Républicain                                               | Deborah Pryce (en) (sortante)                             | 166 520                                                   | 60,0                                                      |
|                                                           | Démocrate                                                 | Mark Brown                                                | 110 915                                                   | 40,0                                                      |
| Total des votes                                           | Total des votes                                           | Total des votes                                           | 277 435                                                   | 100 %                                                     |
|                                                           | Les Républicains conservent                               |                                                           |                                                           |                                                           |

### 2006
| Élection de 2006 du 14e district congressionnel de l'Ohio | Élection de 2006 du 14e district congressionnel de l'Ohio | Élection de 2006 du 14e district congressionnel de l'Ohio | Élection de 2006 du 14e district congressionnel de l'Ohio | Élection de 2006 du 14e district congressionnel de l'Ohio |
| --------------------------------------------------------- | --------------------------------------------------------- | --------------------------------------------------------- | --------------------------------------------------------- | --------------------------------------------------------- |
| Parti                                                     | Parti                                                     | Candidat                                                  | Votes                                                     | %                                                         |
|                                                           | Républicain                                               | Deborah Pryce (en) (sortante)                             | 110 714                                                   | 50,2                                                      |
|                                                           | Démocrate                                                 | Mary Jo Kilroy                                            | 109 659                                                   | 49,7                                                      |
|                                                           | Write-In                                                  | Bill Buckel                                               | 194                                                       | 0,1                                                       |
| Total des votes                                           | Total des votes                                           | Total des votes                                           | 220 567                                                   | 100 %                                                     |
|                                                           | Les Républicains conservent                               |                                                           |                                                           |                                                           |

### 2008
| Élection de 2008 du 14e district congressionnel de l'Ohio | Élection de 2008 du 14e district congressionnel de l'Ohio | Élection de 2008 du 14e district congressionnel de l'Ohio | Élection de 2008 du 14e district congressionnel de l'Ohio | Élection de 2008 du 14e district congressionnel de l'Ohio |
| --------------------------------------------------------- | --------------------------------------------------------- | --------------------------------------------------------- | --------------------------------------------------------- | --------------------------------------------------------- |
| Parti                                                     | Parti                                                     | Candidat                                                  | Votes                                                     | %                                                         |
|                                                           | Démocrate                                                 | Mary Jo Kilroy (en)                                       | 139 584                                                   | 45,9                                                      |
|                                                           | Républicain                                               | Steve Stivers                                             | 137 272                                                   | 45,2                                                      |
|                                                           | Indépendant                                               | Don Elijah Eckhart                                        | 12 915                                                    | 4,3                                                       |
|                                                           | Libertarien                                               | Mark Michael Noble                                        | 14 061                                                    | 4,6                                                       |
|                                                           | Write-In                                                  | Travis Casper                                             | 6                                                         | 0,0                                                       |
| Total des votes                                           | Total des votes                                           | Total des votes                                           | 303 838                                                   | 100 %                                                     |
|                                                           | Les Démocrates prennent aux Républicains                  |                                                           |                                                           |                                                           |

### 2010
| Élection de 2010 du 14e district congressionnel de l'Ohio | Élection de 2010 du 14e district congressionnel de l'Ohio | Élection de 2010 du 14e district congressionnel de l'Ohio | Élection de 2010 du 14e district congressionnel de l'Ohio | Élection de 2010 du 14e district congressionnel de l'Ohio |
| --------------------------------------------------------- | --------------------------------------------------------- | --------------------------------------------------------- | --------------------------------------------------------- | --------------------------------------------------------- |
| Parti                                                     | Parti                                                     | Candidat                                                  | Votes                                                     | %                                                         |
|                                                           | Républicain                                               | Steve Stivers                                             | 119 474                                                   | 54,2                                                      |
|                                                           | Démocrate                                                 | Mary Jo Kilroy (en) (sortante)                            | 91 077                                                    | 41,3                                                      |
|                                                           | Libertarien                                               | William J. Kammerer                                       | 6 116                                                     | 2,8                                                       |
|                                                           | Constitution                                              | David Ryon                                                | 3 887                                                     | 1,8                                                       |
|                                                           | Write-In                                                  | Bill Buckel                                               | 45                                                        | 0,0                                                       |
| Total des votes                                           | Total des votes                                           | Total des votes                                           | 220 596                                                   | 100 %                                                     |
|                                                           | Les Républicains prennent aux Démocrates                  |                                                           |                                                           |                                                           |

### 2012
| Élection de 2012 du 14e district congressionnel de l'Ohio | Élection de 2012 du 14e district congressionnel de l'Ohio | Élection de 2012 du 14e district congressionnel de l'Ohio | Élection de 2012 du 14e district congressionnel de l'Ohio | Élection de 2012 du 14e district congressionnel de l'Ohio |
| --------------------------------------------------------- | --------------------------------------------------------- | --------------------------------------------------------- | --------------------------------------------------------- | --------------------------------------------------------- |
| Parti                                                     | Parti                                                     | Candidat                                                  | Votes                                                     | %                                                         |
|                                                           | Républicain                                               | Steve Stivers (sortant)                                   | 205 274                                                   | 61,6                                                      |
|                                                           | Démocrate                                                 | Pat Lang                                                  | 128 188                                                   | 38,4                                                      |
| Total des votes                                           | Total des votes                                           | Total des votes                                           | 333 462                                                   | 100 %                                                     |
|                                                           | Les Républicains conservent                               |                                                           |                                                           |                                                           |

### 2014
| Élection de 2014 du 14e district congressionnel de l'Ohio | Élection de 2014 du 14e district congressionnel de l'Ohio | Élection de 2014 du 14e district congressionnel de l'Ohio | Élection de 2014 du 14e district congressionnel de l'Ohio | Élection de 2014 du 14e district congressionnel de l'Ohio |
| --------------------------------------------------------- | --------------------------------------------------------- | --------------------------------------------------------- | --------------------------------------------------------- | --------------------------------------------------------- |
| Parti                                                     | Parti                                                     | Candidat                                                  | Votes                                                     | %                                                         |
|                                                           | Républicain                                               | Steve Stivers (sortant)                                   | 128 496                                                   | 66,0                                                      |
|                                                           | Démocrate                                                 | Richard Scott Wharton                                     | 66 125                                                    | 34,0                                                      |
| Total des votes                                           | Total des votes                                           | Total des votes                                           | 194 621                                                   | 100 %                                                     |
|                                                           | Les Républicains conservent                               |                                                           |                                                           |                                                           |

### 2016
| Élection de 2016 du 14e district congressionnel de l'Ohio | Élection de 2016 du 14e district congressionnel de l'Ohio | Élection de 2016 du 14e district congressionnel de l'Ohio | Élection de 2016 du 14e district congressionnel de l'Ohio | Élection de 2016 du 14e district congressionnel de l'Ohio |
| --------------------------------------------------------- | --------------------------------------------------------- | --------------------------------------------------------- | --------------------------------------------------------- | --------------------------------------------------------- |
| Parti                                                     | Parti                                                     | Candidat                                                  | Votes                                                     | %                                                         |
|                                                           | Républicain                                               | Steve Stivers (sortant)                                   | 222 847                                                   | 66,2                                                      |
|                                                           | Démocrate                                                 | Scott Wharton                                             | 113 960                                                   | 33,8                                                      |
| Total des votes                                           | Total des votes                                           | Total des votes                                           | 336 807                                                   | 100 %                                                     |
|                                                           | Les Républicains conservent                               |                                                           |                                                           |                                                           |

### 2018
| Élection de 2018 du 14e district congressionnel de l'Ohio | Élection de 2018 du 14e district congressionnel de l'Ohio | Élection de 2018 du 14e district congressionnel de l'Ohio | Élection de 2018 du 14e district congressionnel de l'Ohio | Élection de 2018 du 14e district congressionnel de l'Ohio |
| --------------------------------------------------------- | --------------------------------------------------------- | --------------------------------------------------------- | --------------------------------------------------------- | --------------------------------------------------------- |
| Parti                                                     | Parti                                                     | Candidat                                                  | Votes                                                     | %                                                         |
|                                                           | Républicain                                               | Steve Stivers (sortant)                                   | 170 593                                                   | 58,3                                                      |
|                                                           | Démocrate                                                 | Rick Neal                                                 | 116 112                                                   | 39,7                                                      |
|                                                           | Libertarien                                               | Jonathan Miller Jr.                                       | 5 738                                                     | 2,0                                                       |
| Total des votes                                           | Total des votes                                           | Total des votes                                           | 292 443                                                   | 100 %                                                     |
|                                                           | Les Républicains conservent                               |                                                           |                                                           |                                                           |

### 2020
| Élection de 2020 du 14e district congressionnel de l'Ohio | Élection de 2020 du 14e district congressionnel de l'Ohio | Élection de 2020 du 14e district congressionnel de l'Ohio | Élection de 2020 du 14e district congressionnel de l'Ohio | Élection de 2020 du 14e district congressionnel de l'Ohio |
| --------------------------------------------------------- | --------------------------------------------------------- | --------------------------------------------------------- | --------------------------------------------------------- | --------------------------------------------------------- |
| Parti                                                     | Parti                                                     | Candidat                                                  | Votes                                                     | %                                                         |
|                                                           | Républicain                                               | Steve Stivers (sortant)                                   | 243 103                                                   | 63,4                                                      |
|                                                           | Démocrate                                                 | Joel Newby                                                | 140 183                                                   | 36,6                                                      |
|                                                           | Libertarien                                               | Shane Hoffman                                             | 75                                                        | 0,0                                                       |
| Total des votes                                           | Total des votes                                           | Total des votes                                           | 383 361                                                   | 100 %                                                     |
|                                                           | Les Républicains conservent                               |                                                           |                                                           |                                                           |

### 2021 (Spéciale)
| Élection Spéciale de 2021 du 14e district congressionnel de l'Ohio | Élection Spéciale de 2021 du 14e district congressionnel de l'Ohio | Élection Spéciale de 2021 du 14e district congressionnel de l'Ohio | Élection Spéciale de 2021 du 14e district congressionnel de l'Ohio | Élection Spéciale de 2021 du 14e district congressionnel de l'Ohio |
| ------------------------------------------------------------------ | ------------------------------------------------------------------ | ------------------------------------------------------------------ | ------------------------------------------------------------------ | ------------------------------------------------------------------ |
| Parti                                                              | Parti                                                              | Candidat                                                           | Votes                                                              | %                                                                  |
|                                                                    | Républicain                                                        | Mike Carey                                                         | 94 501                                                             | 58,3                                                               |
|                                                                    | Démocrate                                                          | Allison Russo                                                      | 67 588                                                             | 41,7                                                               |
| Total des votes                                                    | Total des votes                                                    | Total des votes                                                    | 162 089                                                            | 100 %                                                              |
|                                                                    | Les Républicains conservent                                        |                                                                    |                                                                    |                                                                    |

### 2022
| Primaire républicaine de 2022 du 14e district congressionnel de l'Ohio | Primaire républicaine de 2022 du 14e district congressionnel de l'Ohio | Primaire républicaine de 2022 du 14e district congressionnel de l'Ohio | Primaire républicaine de 2022 du 14e district congressionnel de l'Ohio | Primaire républicaine de 2022 du 14e district congressionnel de l'Ohio |
| ---------------------------------------------------------------------- | ---------------------------------------------------------------------- | ---------------------------------------------------------------------- | ---------------------------------------------------------------------- | ---------------------------------------------------------------------- |
| Parti                                                                  | Parti                                                                  | Candidat                                                               | Votes                                                                  | %                                                                      |
|                                                                        | Républicain                                                            | Mike Carey (sortant)                                                   | 48 566                                                                 | 100 %                                                                  |

| Primaire démocrate de 2022 du 14e district congressionnel de l'Ohio | Primaire démocrate de 2022 du 14e district congressionnel de l'Ohio | Primaire démocrate de 2022 du 14e district congressionnel de l'Ohio | Primaire démocrate de 2022 du 14e district congressionnel de l'Ohio | Primaire démocrate de 2022 du 14e district congressionnel de l'Ohio |
| ------------------------------------------------------------------- | ------------------------------------------------------------------- | ------------------------------------------------------------------- | ------------------------------------------------------------------- | ------------------------------------------------------------------- |
| Parti                                                               | Parti                                                               | Candidat                                                            | Votes                                                               | %                                                                   |
|                                                                     | Démocrate                                                           | Gary Josephson                                                      | 8 841                                                               | 100 %                                                               |

| Élection de 2022 du 14e district congressionnel de l'Ohio | Élection de 2022 du 14e district congressionnel de l'Ohio | Élection de 2022 du 14e district congressionnel de l'Ohio | Élection de 2022 du 14e district congressionnel de l'Ohio | Élection de 2022 du 14e district congressionnel de l'Ohio |
| --------------------------------------------------------- | --------------------------------------------------------- | --------------------------------------------------------- | --------------------------------------------------------- | --------------------------------------------------------- |
| Parti                                                     | Parti                                                     | Candidat                                                  | Votes                                                     | %                                                         |
|                                                           | Républicain                                               | Mike Carey (sortant)                                      | 143 112                                                   | 57,0                                                      |
|                                                           | Démocrate                                                 | Gary Josephson                                            | 108 139                                                   | 43,0                                                      |
| Total des votes                                           | Total des votes                                           | Total des votes                                           | 251 251                                                   | 100 %                                                     |
|                                                           | Les Républicains conservent                               |                                                           |                                                           |                                                           |

### 2024
| Primaire républicaine de 2022 du 14e district congressionnel de l'Ohio | Primaire républicaine de 2022 du 14e district congressionnel de l'Ohio | Primaire républicaine de 2022 du 14e district congressionnel de l'Ohio | Primaire républicaine de 2022 du 14e district congressionnel de l'Ohio | Primaire républicaine de 2022 du 14e district congressionnel de l'Ohio |
| ---------------------------------------------------------------------- | ---------------------------------------------------------------------- | ---------------------------------------------------------------------- | ---------------------------------------------------------------------- | ---------------------------------------------------------------------- |
| Parti                                                                  | Parti                                                                  | Candidat                                                               | Votes                                                                  | %                                                                      |
|                                                                        | Républicain                                                            | Mike Carey (sortant)                                                   | 51 073                                                                 | 100 %                                                                  |

| Primaire démocrate de 2022 du 14e district congressionnel de l'Ohio | Primaire démocrate de 2022 du 14e district congressionnel de l'Ohio | Primaire démocrate de 2022 du 14e district congressionnel de l'Ohio | Primaire démocrate de 2022 du 14e district congressionnel de l'Ohio | Primaire démocrate de 2022 du 14e district congressionnel de l'Ohio |
| ------------------------------------------------------------------- | ------------------------------------------------------------------- | ------------------------------------------------------------------- | ------------------------------------------------------------------- | ------------------------------------------------------------------- |
| Parti                                                               | Parti                                                               | Candidat                                                            | Votes                                                               | %                                                                   |
|                                                                     | Démocrate                                                           | Adam Miller                                                         | 18 648                                                              | 64,2                                                                |
|                                                                     | Démocrate                                                           | Zerqa Abid                                                          | 10 399                                                              | 35,8                                                                |

| Élection de 2024 du 14e district congressionnel de l'Ohio | Élection de 2024 du 14e district congressionnel de l'Ohio | Élection de 2024 du 14e district congressionnel de l'Ohio | Élection de 2024 du 14e district congressionnel de l'Ohio | Élection de 2024 du 14e district congressionnel de l'Ohio |
| --------------------------------------------------------- | --------------------------------------------------------- | --------------------------------------------------------- | --------------------------------------------------------- | --------------------------------------------------------- |
| Parti                                                     | Parti                                                     | Candidat                                                  | Votes                                                     | %                                                         |
|                                                           | Républicain                                               | Mike Carey (sortant)                                      | 196 338                                                   | 56,46                                                     |
|                                                           | Démocrate                                                 | Adam Miller                                               | 151 411                                                   | 43,54                                                     |
| Total des votes                                           | Total des votes                                           | Total des votes                                           | 347 749                                                   | 100 %                                                     |
|                                                           | Les Républicains conservent                               |                                                           |                                                           |                                                           |

## Dans la culture populaire
Le personnage de Deanna Monroe de la série d'AMC The Walking Dead était une ancienne Représentant du 15e district de l'Ohio.